# Silogizem
Način sklepanja, ki ga je prvi uporabil starogrški filozof Aristotel, danes imenujemo teorija silogizmov.
Silogizmi so posebne vrste sklepanja, kjer iz dveh predpostavk (premis) izpeljemo sklep. Prvo ali višjo predpostavko imenujemo tisto, katere predikat je tudi predikat sklepa. Predpostavko, katere subjekt postane subjekt sklepa, pa imenujemo nižja predpostavka. Da pa je sploh možen sklep, morata imeti obe predpostavki nekaj skupnega. To pa je srednji termin, ki povezuje obe predpostavki.
Silogizem je veljaven ali neveljaven. Njegova veljavnost je odvisna le od zgradbe oziroma oblike izjav, ki ga sestavljajo.
Z besedo termin označujemo v silogistiki s skupnim imenom subjekt in predikat. Silogizem ima torej tri notranje termine: višji, nižji in srednji.
V stavku lahko primerjamo obseg obeh terminov, subjekta in predikata. Če je subjekt v celoti zaobjet v predikatu, potem pravimo, da je subjekt v celoti distribuiran ali porazdeljen. Termin je torej distribuiran, če je njegov obseg del obsega drugega termina, in termin ni distribuiran, če je njegov obseg večji od obsega drugega termina.

## Vrste silogizma

### Hipotetični silogizem
Z dvema pogojnikoma lahko sklepamo na naslednji način:
Če bom zjutraj zaspala, bom zamudila vlak.
Če bom zamudila vlak, bom zamudila šolo.
Sklep: Torej, če bom zjutraj zaspala, bom zamudila šolo.

V logiki rečemo takemu sklepanju hipotetični silogizem.
Shematski zapis pravila:
Če A, potem B
Če B, potem C
Če A, potem C

### Disjunktivni silogizem
V pravilni sestavljeni trditvi, kjer sta dve trditvi povezani z logičnim veznikom ali, velja, da je vsaj ena od trditev resnična (lahko sta resnični tudi obe). Če vem, da je ena od enostavnih trditev napačna, lahko zagotovo trdim, da je druga pravilna.
Shematski zapis pravila:
A ali B
ne A
B	
A ali B
ne B
A
A ∨ B, ¬B |= A
Andrej je športnik ali programer.
Andrej ni športnik.
Sklep: Torej je Andrej programer.

## Pravila sklepanja
Nekaj pravil sklepanja:
1.	Srednji termin mora biti distribuiran vsaj v eni izmed predpostavk.
2.	Termin, ki ni distribuiran v predpostavkah, ne more biti distribuiran v sklepu.
3.	Iz dveh nikalnih predpostavk ni možen sklep.
4.	Če je ena predpostavka nikalna, mora biti tudi sklep zanikan.
5.	Iz dveh delnih predpostavk ni možen sklep.
(Aristotel loči delne stavke, kjer se predikat nanaša le na del subjekta, in na splošne stavke, kjer se predikat v celoti nanaša na subjekt.)
6.	Če je ena predpostavka delna, mora biti delen tudi sklep.

## Tipi izjav
Oblikoval je štiri osnovne tipe izjav oz. ugotovitev: 
- P a S: Vsaka stvar, ki ima lastnost P, ima tudi lastnost S.

Vsi profesorji so  pametni. 
- P e S: Nobena stvar nima hkrati obeh lastnosti P in S.

Noben profesor ni pameten.
- P i S: Vsaj ena stvar ima obe lastnosti P in S.

Nekateri profesorji so  pametni. 
- P o S: Vsaj ena stvar ima lastnost P, toda nima lastnosti S.

Nekateri profesorji niso pametni.  

SILOGIZEM je seznam treh od teh naštetih izjav. Prvi dve izjavi v silogizmu sta predpostavki, ki dasta natanko eno skupno lastnost. Tretja izjava je sklep, ki mora vsebovati dve lastnosti (različni od skupne), vsako iz ene predpostavke in ju nato povezati v novo izjavo.

## Deduktivna metoda
Aristotel je po Evklidu povzel in definiral deduktivno metodo, ki je vedno igrala veliko vlogo v matematiki. Ta metoda je sestavljena iz trditev in potem glede na te postavljamo nove izreke, ki jih dokazujemo. Vsaka izjava v dokazu mora biti upravičena ali z aksiomom ali z že prej dokazanim izrekom ali pa z načelom logike. Za Aristotela so matematični aksiomi in izreki resnice, ki nepreklicno veljajo. 
Aristotel je opravil tudi pionirsko delo v načinovni (modalni) logiki in v enem izmed svojih del objavil naslednji implikaciji:
Če je možno, da P ni dogodek, potem ni nujno, da bi bil P dogodek. 
Če je možno, da izpita ne narediš, potem ni nujno, da boš izpit naredil. 
Če ni možno, da bi bil P dogodek, potem je nujno, da P ni dogodek.
Če ni možno, da bi naredil izpit, potem boš ti izpit nujno padel.  

## Kategorije izjav
Po Aristotelovem načrtu vsaka izjava pade natanko v eno od naslednjih treh kategorij, seveda pa je izbira kategorije odvisna tudi od predhodnih izjav in ugotovitev: 
- Izjava je resnična. => 2+5=7

- Izjava je neresnična. => Ta pes je avto.

- Izjava je naključna. => Marko je zmagal na loteriji.

## Primeri
- P a Ž: Vse pametne stvari so živčne.

- Pr a P: Vsi profesorji so pametni.

- Pr a Ž: Vsi profesorji so živčni.

- S e St: Noben starček ni strahopetec.

- P a S: Vsi poslovneži so starčki.

- P e St: Noben poslovnež ni strahopetec.

- P a L: Vsi psi lajajo.

- P a S: Vsi psi spijo.

- L i S: Nekatere lajajoče stvari spijo.  (P a S => P i S)

- Š a R: Vsi študentje so revni.

- Ž i Š: Nekatere ženske so študentje.

- Ž i R: Nekatere ženske so revne.